# Woestijnroos (plant)
De woestijnroos (Adenium obesum) is een plant uit de maagdenpalmfamilie (Apocynaceae). De plant bevat giftig melksap. Hij heeft meerdere vlezige, houtachtige stammen die tot 1 m of zelden tot 3 m hoog worden. Hij slaat al het water dat hij nodig heeft op in zijn dikke stam. De bast is glad en grijs. De bladeren staan aan de takeinden samengedrongen. Ze zijn langwerpig met de grootste breedte nabij de top, 7-12 cm lang, 3-8 cm breed, afgerond of met een klein topspitsje, iets vlezig, aan de bovenkant glanzend donkergroen en aan de onderkant lichter groen en dof.
De bloemen staan in groepen aan de top van de tijdens de bloeitijd meestal bladerloze takken. De bloemen zijn 5 cm breed. Ze bestaan uit een lange kroonbuis, die aan de binnenkant meestal geelachtig is met roze strepen en vijf kroonslippen die wit met een roze rand of roze met een karmijnrode rand kunnen zijn. In de knop zitten de kroonslippen gedraaid. De vruchten zijn smal sigaarvormig, tot 24 cm lang en 2 cm breed. Ze staan met twee stuks bijeen, haaks op de steel geplaatst. Bij rijpheid springen ze open, waarbij veel zaden met een kuif van zijdeachtige haren tevoorschijn komen.
De woestijnroos komt van nature voor in droge gebieden in Oost-Afrika, van Ethiopië tot Zuid-Afrika. Het melksap wordt als pijlgif gebruikt. De plant wordt in Afrika en Azië veel als sierplant aangeplant. De plant moet niet te veel water krijgen, want anders werpt hij zijn bladeren af.

## Externe link

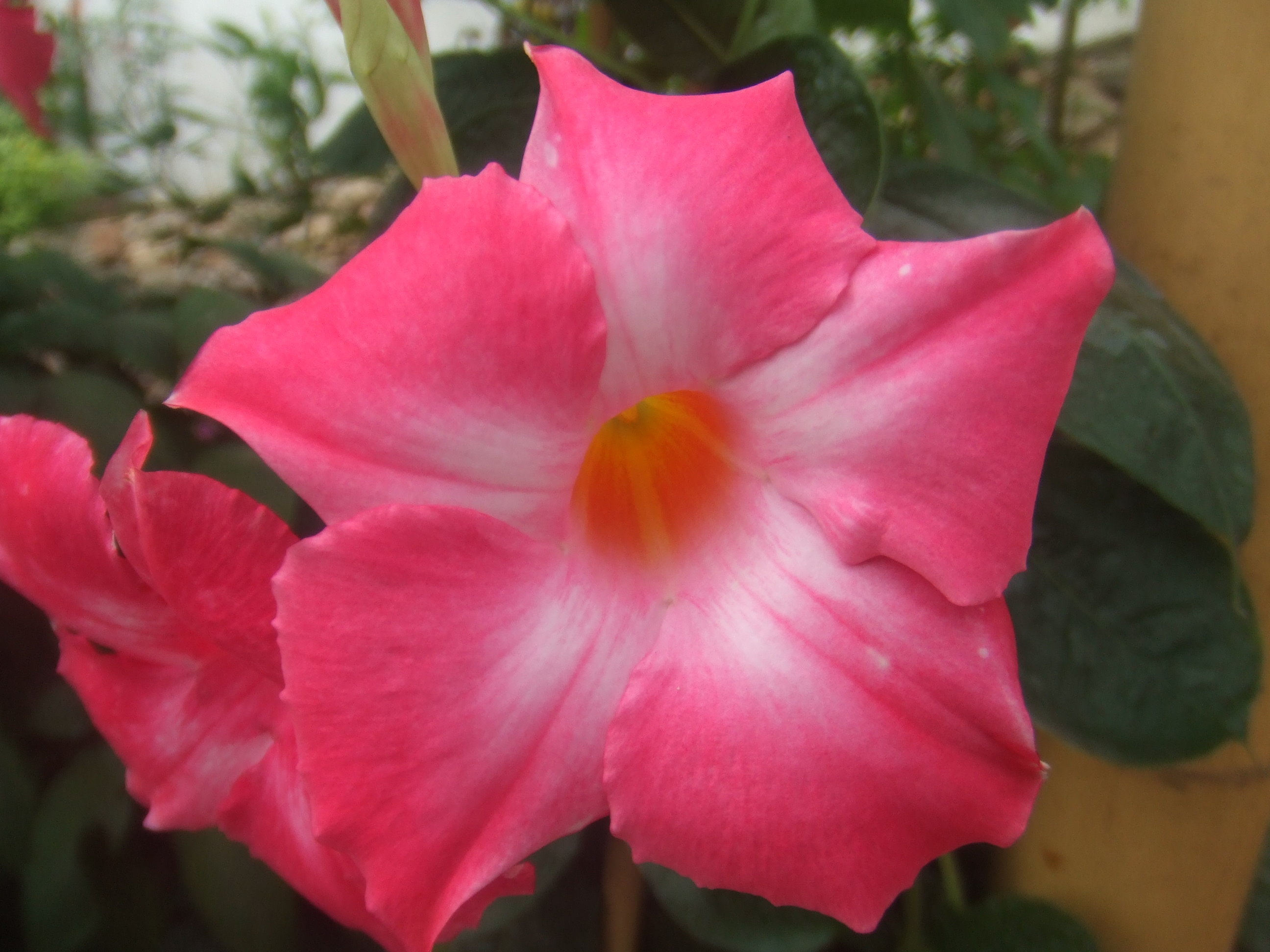
Bloem